# Dar-eun... haega kkuneun kkum
Dar-eun... haega kkuneun kkum (달은... 해가 꾸는 꿈?, titolo internazionale Moon Is... the Sun's Dream) è il film del 1992 diretto da Park Chan-wook, al suo esordio come regista.